# Льюис, Даффи
Джордж Эдвард «Даффи» Льюис (англ. George Edward «Duffy» Lewis, 18 апреля 1888, Сан-Франциско, Калифорния — 17 июня 1979, Сейлем, Нью-Гэмпшир) — американский бейсболист, аутфилдер. Играл в Главной лиге бейсбола с 1910 по 1921 год. В составе «Бостон Ред Сокс» трижды становился победителем Мировой серии.

## Биография
Джордж Эдвард Льюис родился 18 апреля 1888 года в Сан-Франциско. Он был младшим из троих детей в семье Джорджа и Мэри Льюис. Прозвище Даффи, под которым он стал известен, он получил по девичьей фамилии матери. После окончания школы Джордж один год провёл в Колледже Святой Марии, а в 1907 году присоединился к команде из Аламиды, игравшей в Калифорнийской лиге.
В середине 1908 года Даффи перешёл в «Окленд Оукс» из Лиги Тихоокеанского побережья. Зимой, когда он поддерживал форму в команде из Юмы, его игру увидел владелец «Бостон Ред Сокс» Джон Тейлор. Осенью 1909 года он лично приехал в Калифорнию, чтобы приобрести понравившегося ему Льюиса.
К «Ред Сокс» Даффи присоединился весной 1910 года на сборах в Хот-Спрингс. Он отказывался принять некоторые внутренние правила клуба и с первых дней конфликтовал с партнёром по команде Трисом Спикером и главным тренером Пэтси Донованом. Несмотря на эти проблемы, Льюис провёл за команду 151 матч в сезоне 1910 года, отбивая с показателем 28,3 %. В следующем чемпионате его эффективность выросла до 30,7 % — лучшего показателя в его карьере. Осенью 1911 года Даффи женился на Элеоноре Кин. 
В 1912 году «Ред Сокс» начали проводить домашние матчи на новом стадионе «Фенуэй Парк». В левой части поля находилась возвышенность высотой десять футов и аутфилдеру приходилось играть на склоне. Льюис провёл на этой позиции шесть лет, тренируясь подбирать мячи, отскакивающие от высокой стены, и передвигаться с учётом неровности поля. Эта возвышенность, получившая название «Холм Даффи» (англ. Duffy's Cliff) просуществовала до реконструкции стадиона в 1934 году. 
В сезоне 1912 года Даффи стал вторым в лиге по числу RBI, внеся существенный вклад в победу команды в Американской лиге, но в играх Мировой серии против «Нью-Йорк Джайентс» он отбивал с показателем всего 18,8 %.

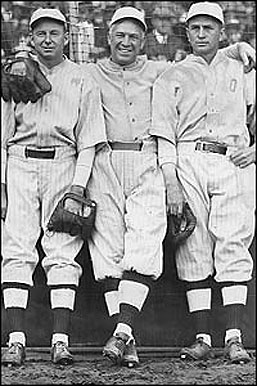
Аутфилдеры «Бостона» — Даффи Льюис, Трис Спикер, Гарри Хупер.

Его конфликт с Трисом Спикером продолжал развиваться. Летом 1913 года они подрались: Спикер сбил бейсболку с головы Даффи, а тот кинул в него битой, после чего Трис самостоятельно не смог уйти с поля. При этом сложные отношения между ними не мешали игре и трио аутфилдеров «Ред Сокс» было одним из сильнейших в то время. В 1913 году Льюис отбивал с показателем 29,8 %, набрав 90 RBI, но «Ред Сокс» заняли только четвёртое место в лиге.
В 1915 году Бостон снова стал победителем Мировой серии. В играх регулярного чемпионата Даффи отбивал с показателем 29,1 %, а в финале сезона его результативность выросла до 44,4 %. Он набрал победное очко в третьей игре серии, отбил решающий дабл в четвёртой и в обоих матчах надёжно сыграл в защите. В последней, пятой игре, Льюис отбил хоум-ран, сравнявший счёт. 
Перед началом сезона 1916 года Спикер был обменян в «Кливленд Индианс» и некоторое время Льюис играл на позиции центрфилдера. В нападении он действовал хуже, чем в предыдущем сезоне, но в играх Мировой серии с «Бруклин Робинс» Даффи реализовал шесть выходов на биту из семнадцати и в третий раз выиграл с командой трофей. В 1917 году он отбивал с показателем 30,2 % и стал лучшим в команде, выбив 167 хитов.
Сезон 1918 года, в котором «Ред Сокс» снова стали чемпионами, Льюис пропустил, уйдя на службу в ВМС. В этот период Даффи был играющим тренером команды военно-морской базы Мар-Айленд в Калифорнии. После возвращения со службы в декабре 1918 года руководство клуба обменяло его в «Нью-Йорк Янкис». Он думал о завершении карьеры, но остался в лиге и в 1919 году стал самым результативным бьющим «Янкис» с 89 RBI. Льюис также выбил семь хоум-ранов — больше чем за пять предыдущих сезонов. Годом позже в команду пришёл Бейб Рут, дебютировал Боб Мьюсел, и игровое время Даффи сократилось. После завершения чемпионата 1920 года его обменяли в «Вашингтон Сенаторз».
За «Вашингтон» Даффи провёл всего двадцать семь игр и в середине июня 1921 года покинул команду. Он подписал контракт с клубом Лиги Тихоокеанского побережья из Солт-Лейк-Сити, за который играл до 1924 года. С сезона 1922 года он также был главным тренером команды. В 1925 году он был играющим тренером «Портленд Биверс», затем выступал за команды из Мобила и Джерси-Сити.
С 1931 по 1935 год Льюис был главным тренером «Бостон Брэйвз», затем он перешёл на должность секретаря клуба и занимал её до переезда команды в Милуоки в 1961 году. Он часто приезжал на «Фенуэй Парк», принимал участие в мероприятиях, посвящённых пятидесятилетию стадиона. В 1975 году Даффи был приглашён для символической первой подачи в День открытия сезона. 
Последние годы жизни Даффи провёл в Сейлеме в штате Нью-Гэмпшир. У них с Элеонорой не было детей. Большую часть времени он проводил на близлежащем ипподроме. Он умер 17 июня 1979 года, на три года пережив супругу. У него не было родственников и денег, поэтому Льюис был похоронен в безымянной могиле на Кладбище Святого креста в Лондондерри. Только в 2001 году группой болельщиков были собраны средства на установку памятника и поддержание могилы в порядке.